# Собор Всіх Святих (Скалат)
Собор Всіх Святих у Скалаті — парафія і храм Скалатського благочиння Тернопільської єпархії Православної церкви України в місті Скалат Тернопільського району Тернопільської області.

## Історія церкви
Будівництво собору Всіх Святих (висота 43 м) розпочалося у 1997 році. На території старого цвинтаря також звели каплицю Преображення Господнього у 1998 році, менш ніж за два місяці. Нині в ній проводять богослужіння.
У 2001 році збудували дзвіницю (висота 33 м), яку освятив митрополит Мефодій.
Завдяки пожертвам парафіян та під керівництвом о. Віктора Борисюка будівельні роботи тривають і нині.
На чотирьох бічних куполах собору розміщені мозаїчні зображення євангелістів.
28 грудня 2014 року архієпископ Тернопільський, Кременецький і Бучацький Нестор (тепер Митрополит Тернопільський і Кременецький Нестор) освятив новозбудований собор.

## Настоятелі
- о. Віктор Борисюк (з 1997).